# 天爐座ν
天爐座ν，又名CD-29 706，HD 12767、SAO 167532、HR 612，是天爐座的一颗恒星，视星等为4.69，位于銀經224.89，銀緯-73.78，其B1900.0坐标为赤經2h 0m 0.5s，赤緯-29° -73.78′ 36″。